# Blaine (Tennessee)
Blaine é uma cidade localizada no estado norte-americano de Tennessee, no Condado de Grainger.

## Demografia
Segundo o censo norte-americano de 2000, a sua população era de 1585 habitantes. 
Em 2006, foi estimada uma população de 1730, um aumento de 145 (9.1%).

## Geografia
De acordo com o United States Census Bureau tem uma área de 
22,9 km², dos quais 22,9 km² cobertos por terra e 0,0 km² cobertos por água.

## Localidades na vizinhança
O diagrama seguinte representa as localidades num raio de 16 km ao redor de Blaine. 